# Целестинцы

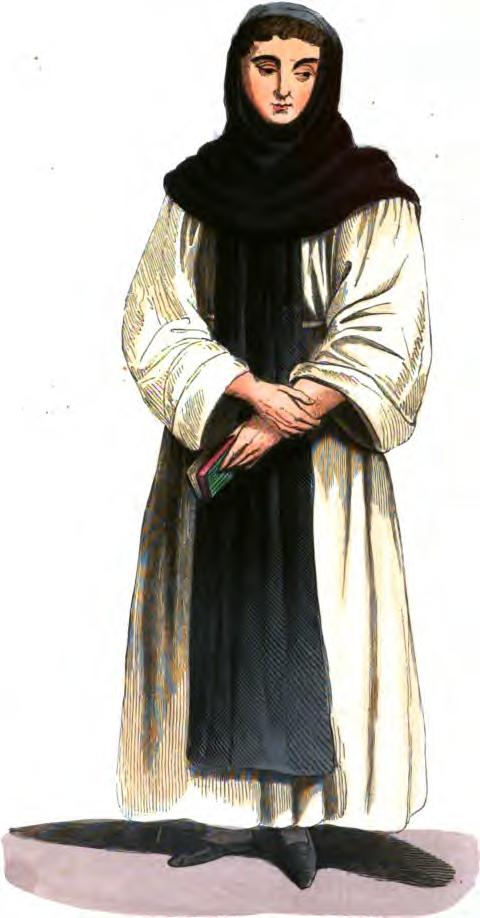
Целестинец в облачении

Целести́нцы  (ранее — отшельники святого Дамиана, муррониты, разг. сороки) — бывший монашеский орден (ветвь бенедиктинцев), основанный в Абруццо в 1254 году отшельником Петром с горы Мурроне (впоследствии — папа Целестин V). Орден просуществовал до начала XIX века, в ходе Великой французской революции и наполеоновских войн был уничтожен.
Монашеская конгрегация, объединявшая монастыри эремитов в горах Абруццо, была утверждена папой Урбаном IV в 1264 году. Духовным лидером конгрегации был отшельник Пьетро дель Морроне, он составил для общин устав, который базировался на бенедиктинском уставе, но предписывал монахам сугубо аскетический образ жизни. На ранней стадии монахи этого ордена были известны как «отшельники святого Дамиана» или «моррониты (муррониты)», название «целестинцы» за ними закрепилось после того, как их основатель был избран папой римским под именем Целестина V, монахи ордена в народе были прозваны «сороками», за характерную расцветку облачения. Центром ордена был монастырь Святого Духа на горе Морроне. Монахи ордена носили длинную белую тунику с чёрным скапулярием и капюшоном.
В XIII—XIV веках целестинцы испытали существенный рост, ими было основано множество монастырей, главным образом, в Италии и Франции, где они пользовались большой поддержкой пап периода авиньонского пленения. В конце XIV века в Италии было более ста монастырей целестинцев, во Франции более 20-и. Отдельные обители существовали в Германии, Нидерландах и Чехии.
В конце XVI века в ордене начался кризис, многие обители целестинцев во Франции были уничтожены или разорены в ходе религиозных войн. Голландские и немецкие монастыри прекратили существование в период Реформации, после чего орден остался представленным только в Италии и Франции. Кардинал Роберт Беллармин предпринял попытку реформировать орден, по его инициативе была составлена новая конституция, однако это не помогло остановить кризис ордена и сокращение его численности.
Последние монастыри целестинцев были ликвидированы во Франции во время Великой французской революции, а в Италии в период наполеоновского завоевания в начале XIX века. Несколько более поздних попыток восстановить орден оказались неудачными.